# 토요타 카리나 ED
토요타 카리나 ED(Toyota Carina ED)는 토요타에서 생산한 승용차이다. 차명인 카리나 ED는 용골자리를 의미하는 카리나와 Exciting Dressy에서 따온 ED를 합친 것이다.

## 1세대(ST16x)

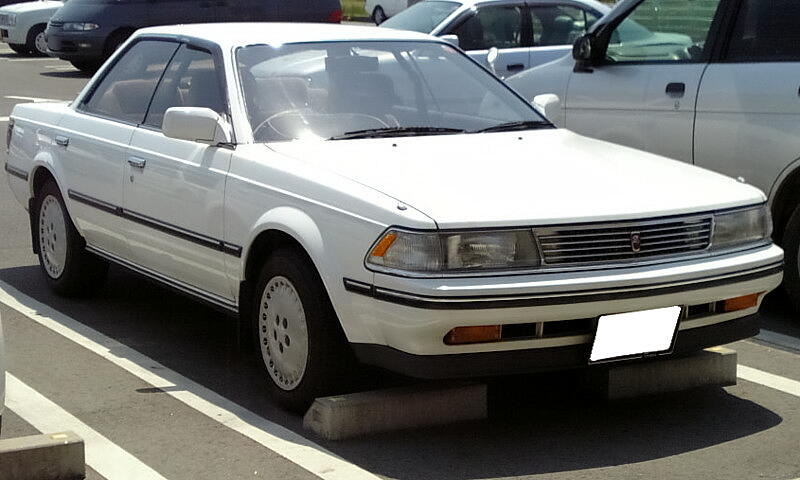
토요타 카리나 ED 정측면

1985년 8월에 3세대 카리나 리프트백 쿠페의 후속 차종으로 출시되었다. 철저히 미적인 부분을 추구하여 쿠페 수준의 낮은 전고에 완만한 A 필러와 C 필러, 후지산에 비유되는 작은 그린 하우스를 특징으로 한 프레임리스 도어가 적용된 4도어 세단이다. 뒷좌석 거주성이 단점으로 거론되었으나, 유려한 디자인은 중장년층을 타겟으로 하던 기존의 카리나나 코로나와는 다르게 투박한 세단에 싫증을 느끼던 젊은층에서 중장년층까지 폭넓은 고객층을 형성하여 절대적인 인기를 얻었다. 이러한 기록적인 판매량에 있어서 당시 토요타 자동차의 걸작이라고도 평가되었다. 토요타 딜러에서 판매되었으나, 도쿄에서는 토요펫트 딜러에서도 판매가 되었고, 오사카에서는 토요펫트 딜러에서만 판매되었다.

## 2세대(ST18x)

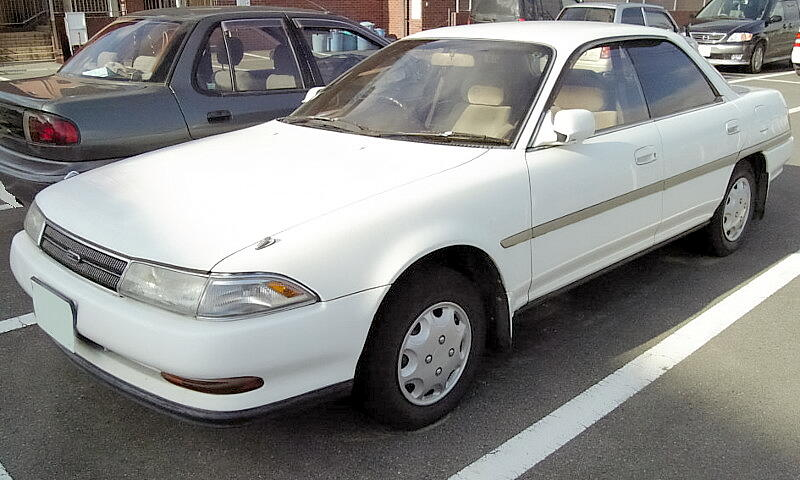
토요타 카리나 ED 정측면

1989년에 2세대가 출시되었다. 1세대의 개념을 그대로 이어 받았고, 당시 거품 경제의 세태가 반영되어 세계 최초의 듀얼 모드 4WS 등 호화로운 편의 사양이 적용되었다. 다품종화에 따른 판매 확대 방안의 일환으로써 출시와 동시에 형제 차종인 코로나 EXiV가 출시되어 토요펫트 딜러에서 판매됨에 따라 카리나 ED는 토요타 딜러에서만 판매되었다.

## 3세대(ST20x)

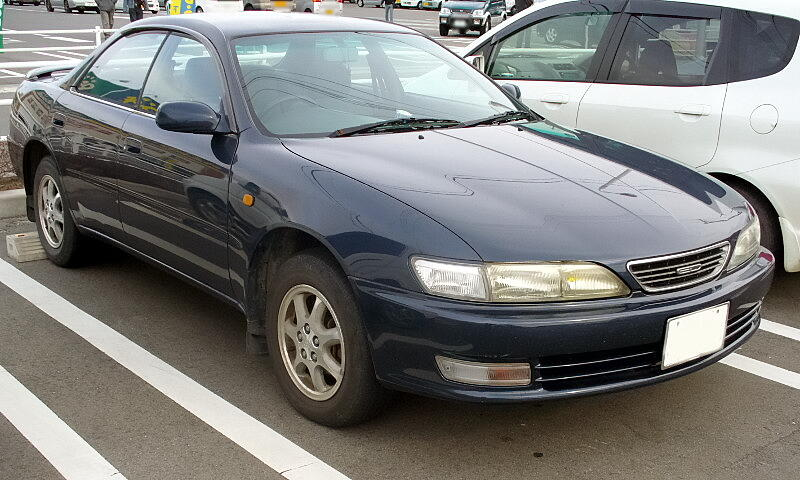
토요타 카리나 ED 정측면

1993년 10월에 출시되었다. 시대의 흐름에 맞추어 3 넘버 차종(전폭 1,700mm 이상)으로 분류되었고, 차체 강성과 안전성 확보를 위하여 2세대까지 없던 B 필러가 생겼다. 그러나 차체의 대형화와 가격 상승과 더불어 고객층의 가치관이 디자인보다 거주성이나 실용성을 중요시하는 방향으로 바뀌고, 때마침 SUV와 미니밴의 붐이 일어나 고전하였다. 결국 측면 충돌이나 전복 시의 안전성 확보에 대한 기술적 대응의 어려움까지 겹쳐 1998년 4월에 카리나에 통합되는 형식으로 단종되었다.